# Seno (Teruel)
Seno es una villa y municipio de la provincia de Teruel (comunidad de Aragón, España) situada en la cuenca del Guadalope, dentro de la comarca del Bajo Aragón, lindando con la del Maestrazgo (en la frontera de ambas), a 812 m s. n. m. de altitud. 

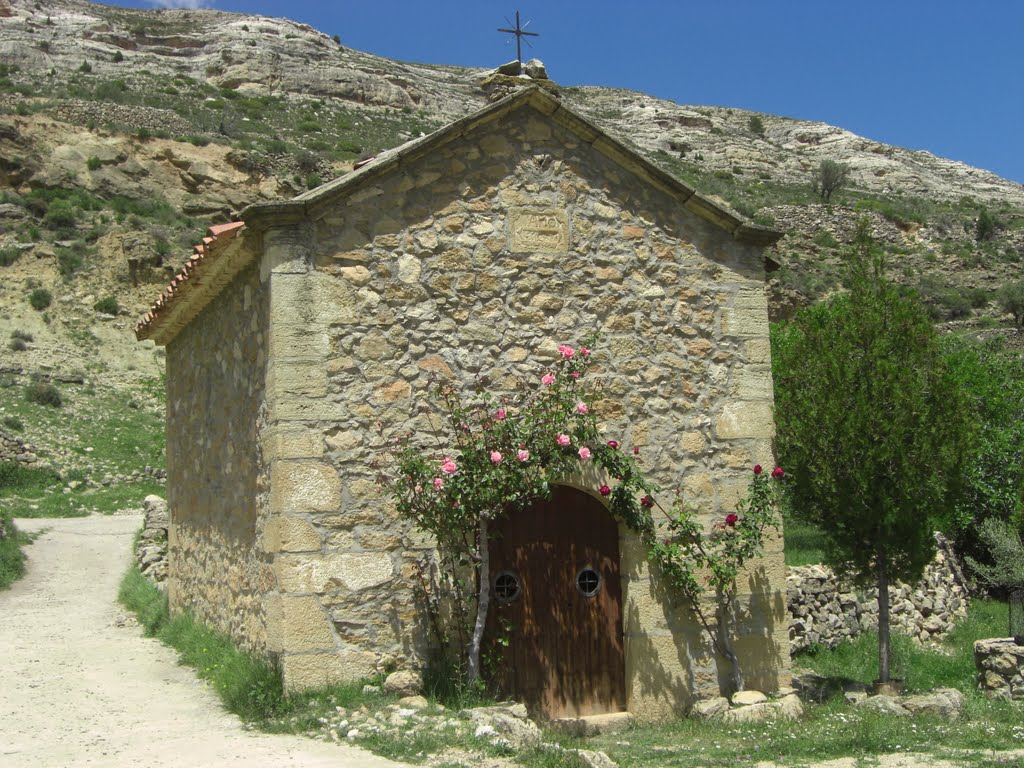
Ermita de San Valero

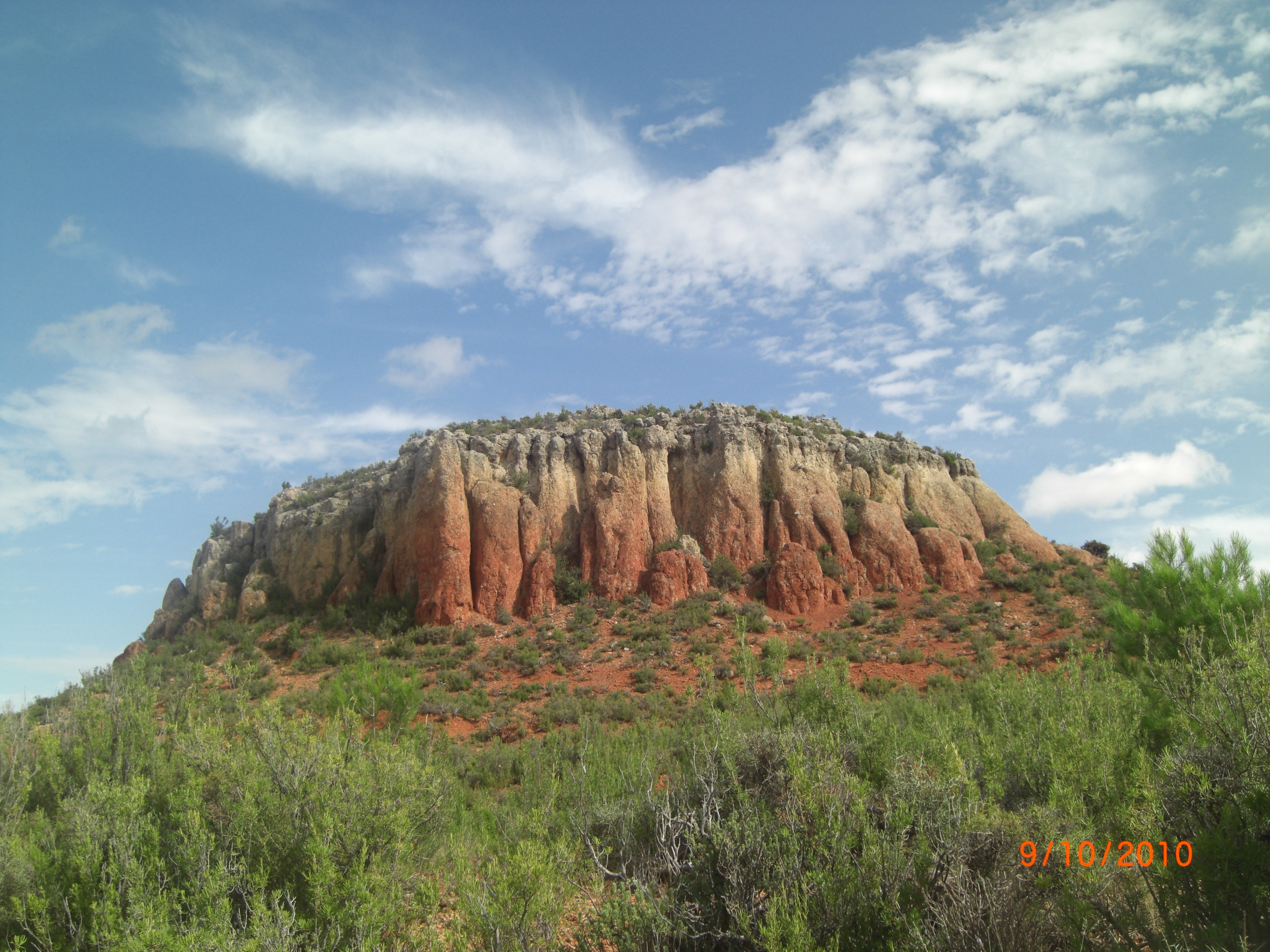
Formación montañosa denominada Los fantasmas

## Geografía
Las casas en esta localidad se apiñan alrededor de la iglesia de Santa Elena, edificio de mampostería del siglo XVIII y esbelta torre mudéjar, construida por suscripción popular. El conjunto del edificio fue realizado bajo la dirección del maestro de obras Juan Espada, entre 1763 y 1771 (tal como se refleja en la inscripción de su portada). Se construyó sobre el solar de otro templo anterior realizado hacia 1650, que a su vez sustituyó a otro probablemente medieval. Son de destacar en su interior las pinturas sobre el altar mayor, con las 8 mujeres del antiguo testamento y Santa Elena, así como la cúpula del espíritu Santo, dañada durante la guerra civil española. En la misma plaza de la Iglesia se encuentra el ayuntamiento, edificio finalizado en 1785, con un trinquete en la parte inferior en el que se practica el deporte de pelota-mano. 
A cierta distancia del pueblo, se encuentra la ermita de San Valero, patrono de la localidad, que fue levantada también en el siglo XVIII, junto al manantial del mismo nombre, al que se le atribuyen ciertas propiedades curativas, y que brota del suelo a temperatura constante (15 °C) durante todo el año. Cuenta la tradición que este obispo de Zaragoza del s. IV pasó camino de su destierro por este valle, y al no encontrar agua, golpeó con su bastón en este punto, creándose el manantial al que le da nombre.
Hay en este pueblo varios importantes manantiales de agua (hasta 12) de los que también se abastece la comarca, y que posibilitan la existencia de cultivos y una rica huerta (melocotones, almendras, olivos). En las montañas de los alrededores anida una abundante colonia de aves rapaces (buitres leonados), y otra de cabras hispánicas. 
A cierta distancia del pueblo y al norte, a unos 300 metros, se encuentra el barrio de París, hoy casi deshabitado.

## Historia
Los orígenes de Seno son muy remotos. Los primeros restos hallados en las cercanías de la localidad proceden del Neolítico, la Edad de Bronce o la edad de Hierro (p.e. la mina de mineral de Hierro de Valdestrada, s. V a. C.). En su término municipal también hay restos ibéricos (p.e. Vallipón, poblado íbero destruido por las legiones romanas) o de fortificaciones musulmanas y templarias (p.e. cerca de la Fuente del Salz).
La primera vez que aparece documentada la existencia de la localidad es en la carta de población de Camarón (1194). Durante los siglos XII y XIII aparece en diferentes documentos templarios y sanjuanistas como "castellar". Por ello, es muy probable que la primera construcción localizada donde hoy se encuentra la Villa de Seno fuera un torreón de defensa, probablemente templario, como varios existentes en la zona. Los indicios templarios están presentes en toda la zona, con su simbología, fortalezas, fortificaciones, ermitas, cruces, etc. No hay que olvidar, además, la cercana fortaleza de Castellote ("Castellot"), sede de la encomienda templaria de la zona, tierras cedidas a la orden del Temple por el rey Alfonso II en 1196. Recibió su carta de población en 1282 de manos templarias, al mismo tiempo que Cuevas de Cañart, Castellote, Bordón y Santolea.
En el siglo XVII, tras varios enfrentamientos con la localidad cercana de Castellote, Carlos II firmó un privilegio de segregación de esta, aunque dicha separación no se hizo efectiva hasta el 23 de julio de 1789, cuando Carlos IV la separó definitivamente de Castellote otorgándole el carácter de "Villa" a la localidad de Seno.
La iglesia parroquial, dedicada a Santa Elena, es una obra magnífica barroca realizada bajo la dirección del maestro de obras Juan España, entre 1763 y 1771, sobre el solar de la antigua Iglesia de la Santa Cruz (1650). Tal como reza la inscripción situada sobre su portada, "Charitas me fecit", construida por suscripción popular. Son destacables las espectaculares pinturas del Presbiterio, y la campana, del siglo XVIII, prácticamente única en el Bajo Aragón (la mayoría fueron quebradas durante la Guerra Civil por las columnas anarquistas).
Durante la guerra civil (1936-39), Seno no fue bombardeado, a diferencia de la mayoría de poblaciones de la zona, por lo que su población no sufrió directamente los rigores de la guerra. La Iglesia fue convertida en almacén de la colectividad por el comité antifascista y gran parte de su contenido quemado, salvándose, como se ha dicho, la campana principal de la torre. En 1938 se estableció un reducto republicano en el "cabezo" sobre el pueblo a más de 1000 m s. n. m. de altitud, en el que se construyeron numerosas trincheras y fortificaciones. El 25 de marzo de este año, en el contexto de la tercera fase de la Batalla de Aragón en la que Franco dividió en dos la España republicana llegando con sus tropas hasta Vinaroz, el Tabor de Céuta ocupó la localidad de Seno, expulsando definitivamente a las tropas gubernamentales de su reducto en la montaña.
El 1 de febrero de 2009, Seno recibió la visita del Obispo de la diócesis de Teruel y Albarracín, para la bendición de la restaurada Iglesia Parroquial de Santa Elena, llevada a cabo gracias a las donaciones de los fieles de Seno, de la Diputación General de Aragón y el propio Ayuntamiento de la Villa de Seno.
En 2016 abrió el nuevo bar "El Horno", recibiendo por ello la visita de políticos y medios de comunicación. Ese mismo año se inauguró también la iluminación nocturna de la torre de la Iglesia.

## Símbolos
El escudo de la villa es cuadrilongo con base circular: en campo de azur un pelícano de su color, que con el pico se hiere en el pecho del que caen unas gotas de sangre que beben sus tres polluelos, también de su color.

## Demografía
Seno cuenta con una población de 38 habitantes (INE 2024).
| Gráfica de evolución demográfica de Seno entre 1842 y 2021                                                          |
| |
| Población de derecho según los censos de población del INE Población de hecho según los censos de población del INE |

En un siglo, ha perdido casi el 90% de su población, según el INE (Instituto Nacional de Estadística). La emigración a zonas industriales (Zaragoza, Valencia y Barcelona) en las décadas de los 60 y 70 tuvo un enorme efecto en el censo.

## Administración y política

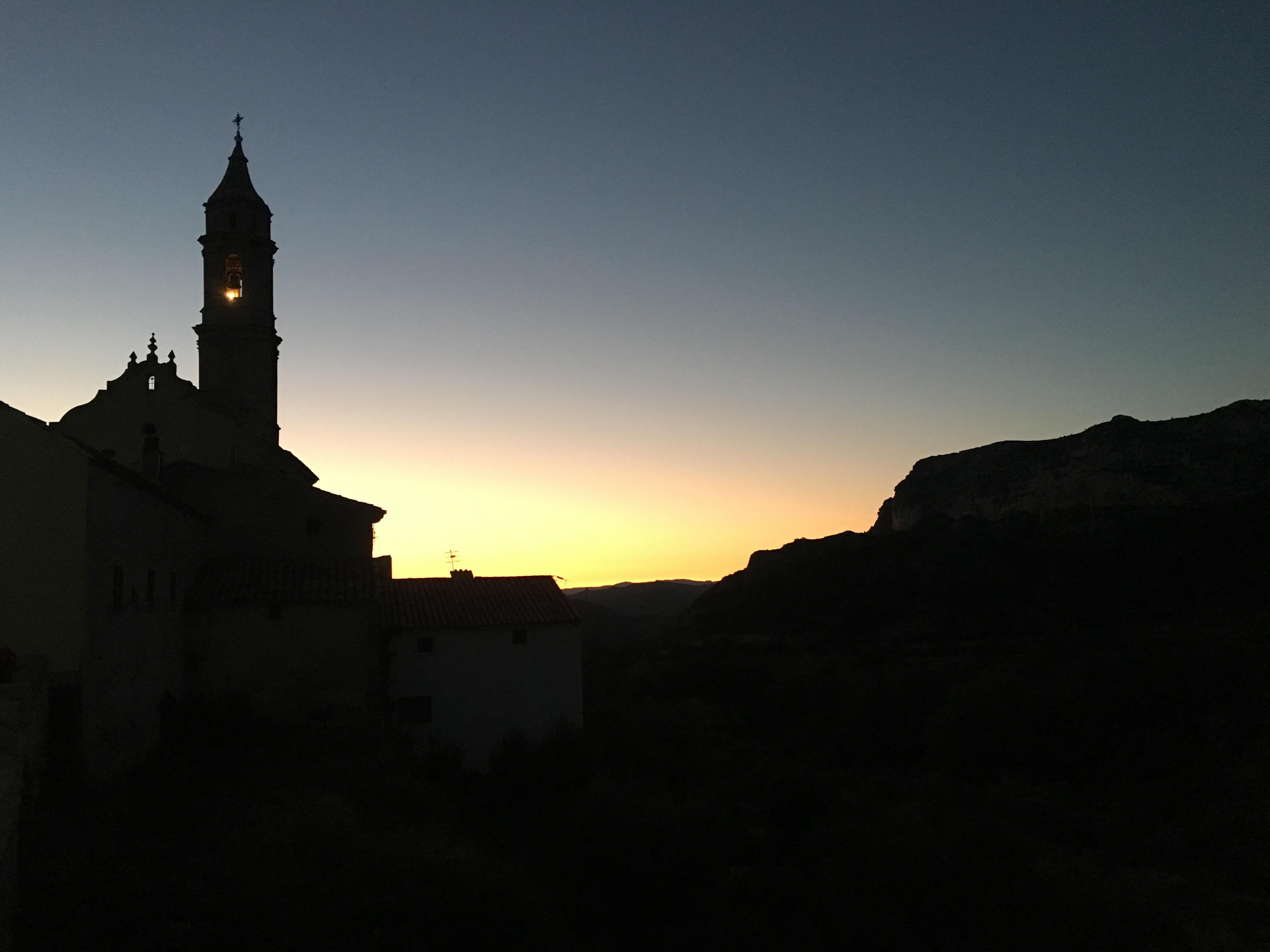
La luz del campanario de la Iglesia de Seno al amanecer

| Período   | Alcalde               | Partido |  |
| --------- | --------------------- | ------- |  |
| 1979-1983 | Rosendo Blasco Sancho | UCD     |  |
| 1983-1987 | Rosendo Blasco Sancho | PAR     |  |
| 1987-1991 | Joaquín Bellés Bellés | PAR     |  |
| 1991-1995 | Joaquín Bellés Bellés | PAR     |  |
| 1995-1999 | Joaquín Bellés Bellés | PAR     |  |
| 1999-2003 | Joaquín Bellés Bellés | PAR     |  |
| 2003-2007 | Joaquín Bellés Bellés | PAR     |  |
| 2007-2011 | Joaquín Bellés Bellés | PAR     |  |
| 2011-2015 | Joaquín Bellés Bellés | PAR     |  |
| 2015-2019 | Joaquín Bellés Bellés | PAR     |  |
| 2019-     | Raquel Bellés Bellés  | PAR     |  |

| Partido político    | Partido político                                   | 1979   | 1983   | 1987   | 1991   | 1995   | 1999   | 2003   | 2007   | 2011   | 2015   | 2019   |
| Partido político    | Partido político                                   | Ediles | Ediles | Ediles | Ediles | Ediles | Ediles | Ediles | Ediles | Ediles | Ediles | Ediles |
|                     | Partido Aragonés (PAR)                             | —      | 5      | 1      | 1      | 1      | 1      | 1      | 1      | 3      | 3      | 1      |
|                     | Partido Popular de Aragón (PP)                     | —      | —      | —      | —      | 0      | —      | 0      | 0      | 0      | 0      | 0      |
|                     | Partido de los Socialistas de Aragón (PSOE-Aragón) | —      | —      | —      | —      | —      | 0      | 0      | 0      | 0      | 0      | 0      |
|                     | Unión de Centro Democrático (UCD)                  | 5      | —      | —      | —      | —      | —      | —      | —      | —      | —      | —      |
| Total de concejales | Total de concejales                                | 5      | 5      | 1      | 1      | 1      | 1      | 1      | 1      | 3      | 3      | 1      |

## Fiestas patronales y eventos
Las fiestas patronales se celebran en honor a San Valero (29 de enero), patrono de Seno, el último fin de semana de enero, y en honor a Santa Elena, a quien está dedicada la Iglesia parroquial, y a San Roque, el 14, 15 y 16 de agosto.
Durante el año, el Club Deportivo Senerico organiza dos eventos en los que todo el pueblo participa de forma muy activa:
- La BTT Senerica, una clásica ya en el calendario, con dos rutas (corta, larga), ambas duras y exigentes. A final de julio.
- La ruta senderista, a principios de octubre, con dos rutas también (corta y larga), que finaliza con una comida de hermandad.